# Celestino Graça
Celestino Pedro Louro da Silva Graça, conhecido por Celestino Graça, ComM • OMA (Santarém, 9 de Janeiro de 1914 – Santarém, 24 de Outubro de 1975) foi um etnólogo português, estudioso e defensor do folclore ribatejano e impulsionador da agricultura e da Festa Brava.

## Vida pessoal
Nascido em Santarém em 1914, Celestino Graça cresceu e viveu no Grainho, freguesia da Várzea, concelho de Santarém. Estudou regência agrícola na Escola de Regentes Agrícolas de Santarém (hoje Escola Superior Agrária de Santarém), tendo-se formado em 1932. O seu diploma foi o 192º concedido por esta instituição scalabitana.
Faleceu em Santarém, em 24 de Outubro de 1975, aos 61 anos de idade.

## Obra
Grande defensor do folclore ribatejano e considerado um dos maiores etnólogos do País, Celestino Graça promoveu estudos profundos acerca das tradições, usos e costumes do Ribatejo, ao nível da cultura, música e trajes tradicionais. Para melhor preservar o Folclore Ribatejano fundou e dirigiu o agrupamento folclórico Pescadores do Tejo (1955), o Rancho Folclórico do Bairro de Santarém (Grainho e Fontainhas, em 1956) e, principalmente, o Grupo Infantil de Danças Regionais de Santarém (1956) e o Grupo Académico de Danças Ribatejanas (1957). Com estes dois últimos Grupos correu todo o País, incluindo Portugal Continental e Ilhas, e fazendo digressões às então Províncias Ultramarinas de Angola e Cabo Verde, bem como ao estrangeiro, a Países como Espanha, Brasil, França, Bélgica, Holanda, Reino Unido, Suíça e Itália, levando assim bem longe o nome e a cultura de Santarém e do Ribatejo.
Fundou ainda, em 1953, na cidade de Santarém, o Festival Internacional de Folclore, que ainda hoje se realiza anualmente.
Grande aficionado e defensor da tauromaquia, Celestino Graça promoveu e dinamizou a realização de inúmeras corridas de toiros em Santarém, tornando a cidade num dos principais centros taurinos internacionais. Para substituir a anterior Praça de Toiros, mais pequena e envelhecida, integrou e dinamizou a Comissão Pró-Construção da Praça de Toiros, com vista à construção de um novo edifício. A nova Praça, a actual Monumental de Santarém, foi construída em tempo recorde e inaugurada em 1964 com lotação de mais de 14.000 lugares sentados, no que era de longe a maior Praça de Toiros de Portugal e que ao tempo deslumbrou com a sua grandeza e dimensão (tinha, e ainda hoje tem, mais do dobro do tamanho da segunda maior Praça portuguesa). Hoje, com 13.179 lugares, continua a ser a maior Praça de Toiros do País.
Celestino Graça promoveu também a forcadagem, sendo usual exercer funções na selecção de novos forcados e na organização de treinos.
O Comendador Celestino Graça foi o principal impulsionador e organizador da Feira do Ribatejo, cuja 1ª Edição decorreu de 23 a 30 de Maio de 1954. Devido à enorme projecção que foi tomando ao longo dos primeiros dez anos, o certame passou em 1964, por decisão do Governo, a ser também Feira Nacional de Agricultura. Celestino Graça foi Secretário-geral (principal organizador) da Feira de 1954 até 1974, quando se retira.

## Homenagens
Por toda a sua vida e obra, Celestino Graça foi agraciado, em 29 de Junho de 1959, por Decreto do Presidente da República Almirante Américo Tomás com o grau de Oficial da Ordem do Mérito Agrícola. O mesmo Presidente da República concedeu-lhe igualmente, a 18 de Julho de 1972, o grau de Comendador da Ordem do Mérito.
Celestino Graça recebeu muitas homenagens em vida, e outras ainda após a morte. Em 1977 a Santa Casa da Misericórdia de Santarém, proprietária da Monumental de Santarém, delibera que a Praça de Toiros passe a ter a designação oficial de Monumental Celestino Graça. Foi também inaugurada uma estátua em bronze de Celestino Graça em local contíguo à Praça, como homenagem da cidade de Santarém.
Também o Festival de Folclore que se realiza anualmente em Santarém desde 1953 passou a ter como nome oficial Festival Internacional de Folclore Celestino Graça.

### Condecorações
- Oficial da Ordem do Mérito Agrícola (29 de Junho de 1959)
- Comendador da Ordem do Mérito (18 de Julho de 1972)